# Азілаль (місто)
Азіла́ль (араб. أزلال) — місто в Марокко, у центральній частині Високого Атласу.

## Історія
Азілаль спочатку був місцем зустрічі різних племен амазигів для збору та торгівлі. Під час французького протекторату в Марокко місто було окуповано колоніальними силами та використовувалося як форпост для подальшого поширення в гори. Колоніальний квартал залишається населеним донині місцевими родинами амазигів. Квартал розташований на пагорбі в межах муніципальних кордонів Азілала і відокремлений від міста стіною колоніальної епохи.

## Географічне положення
Зважаючи на багату геологію навколишніх гір, Азілаль є столицею природоохоронної території М'Гоун і домом для музею геопарку М'Гоун. Азілаль став відправною точкою для відвідування туристами різноманітних об’єктів Всесвітньої спадщини. До водоспаду Узуд, одного з найпопулярніших місць у заповідній зоні, лише 27 км дороги.
На південь від Азілала є щогла заввишки 304,8 метра для довгохвильового мовлення.

## Транспорт
Найближчий аеропорт розташований у місті Бені-Меллаль. Є вузлом автомобільних доріг

## Демографія
Азілаль населений марокканцями як амазігського, так і арабського походження. У той час як більшість сімей амазигів походять з навколишніх сіл, більшість арабських сімей переїхали з великих марокканських міст. Тому жителі Азілалу часто розмовляють і марокканською арабською, і тамазігхтською. Азілальський діалект Тамазігту, Тачелхіт, є сумішшю діалектів Середнього та Високого Атласу.
Населення становить приблизно 38 тис. осіб (2012).

## Економіка
В місті діють підприємства лісопильної та деревообробної промисловості.

## Культура
Поряд з мусульманськими та національними святами, жителі Азілала відзначають також амазигський Новий рік за берберським календарем. Святкування свята часто проводиться або в місцевому культурному центрі, або в молодіжному центрі та включає відтворення моментів з історії амазигів і спів амазигської поп-музики та народної музики. На амазигський Новий рік багато сімей в Азілалі готують кус-кус із семи овочів. Традиційна пісня і танець, ахайдус, виконуються на більшості весіль і культурних заходів в Азілалі. Цю пісню для дзвінків і відповідей також записали амазигські поп-виконавці, і іноді її відтворюють у цифровому вигляді, а не виконують. Інші культурні практики, такі як поклоніння святим і племінне татуювання обличчя, почали занепадати. Зараз багато марокканців, у тому числі в Азілалі, вважають цю практику святотатством. Хоча самі звичаї зникають, татуювання на обличчі все ще можна побачити на літніх амазігських жінках, а залишки святинь святих все ще стоять в Азілалі та його околицях.